# Miejskie Przedsiębiorstwo Wodociągów i Kanalizacji w m.st. Warszawie

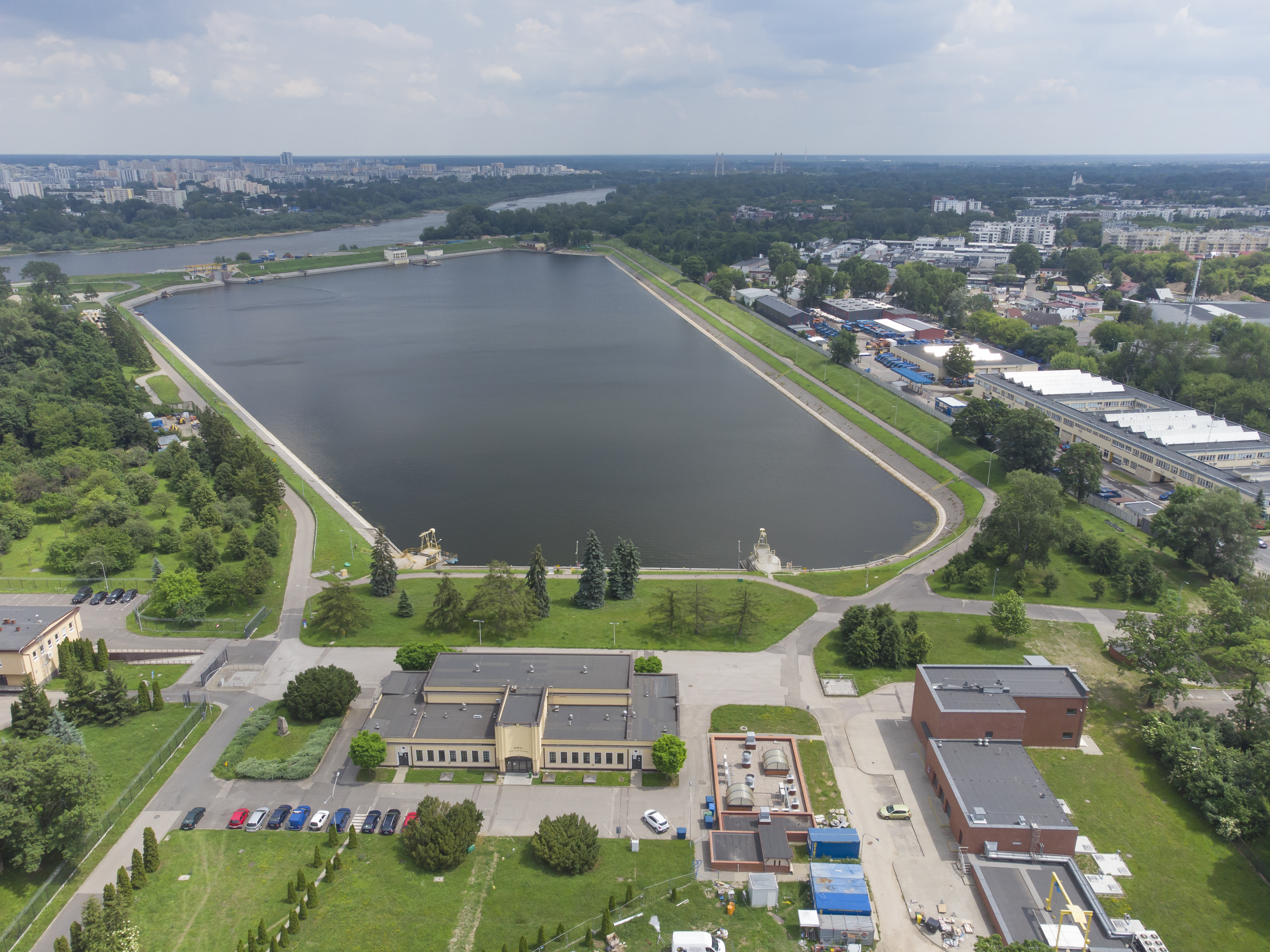
Stacja Pomp Rzecznych z Osadnikiem Czerniakowskim

Miejskie Przedsiębiorstwo Wodociągów i Kanalizacji w m.st. Warszawie – przedsiębiorstwo komunalne zarządzające systemem zaopatrzenia w wodę oraz oczyszczania ścieków na terenie Warszawy. W latach 1924–1951 funkcjonowało pod nazwą Wodociągi i Kanalizacja. Przedsiębiorstwu podlegają ujęcia wód, stacje jej uzdatniania i wodociągi oraz sieć kanalizacji i oczyszczalnie ścieków. Do MPWiK należy m.in. zespół stacji filtrów nazywany filtrami Lindleya i oczyszczalnia ścieków „Czajka”. Od 2003 roku spółka akcyjna w formie jednoosobowej, której jedynym akcjonariuszem jest miasto Warszawa. Na początku XXI wieku MPWiK zatrudniało ponad 2700 pracowników.

## Historia
W Warszawie i przyłączanych do niej majątkach funkcjonowały spontanicznie budowane wodociągi i kanały. W drugiej połowie XIX wybudowano nową sieć wodociągową według projektów Henryka Marconiego dla lewobrzeżnej części miasta i Alfonsa Grotowskiego dla części prawobrzeżnej. Od początku były jednak niewystarczające i władze miejskie planowały ich rozbudowę. W 1869 roku powołano służę wodociągową, a następnie społeczny Komitet Budowy Kanalizacji i Wodociągów pod przewodnictwem komisarza miasta Sokrata Starynkiewicza, który nadzorował budowę nowej sieci pod kierunkiem Williama Lindleya i Williama Heerleina Lindleya oraz Grotowskiego. Budowę rozpoczęto w 1883 roku, a pierwszy etap budowy wodociągów i pierwszy kolektor ściekowy ukończono w 1886 roku. Kanalizację zaprojektowano w systemie ogólnospławnym. Kluczowymi elementami nowego systemu wodociągów były stacja filtrów na Koszykach i stacja pomp rzecznych przy ulicy Czerniakowskiej czerpiąca wodę z Wisły.
Rozbudowa sieci zarówno doprowadzania wody czystej, jak i odprowadzania zużytej trwała nadal. W 1888 roku miejską służbę wodociągową przekształcono w Inspekcję Sieci Wodociągowej i Kanalizacyjnej. 1 stycznia 1924 roku powołano samodzielne przedsiębiorstwo Wodociągi i Kanalizacja, które od 1930 roku miało siedzibę w budynku przy placu Starynkiewicza 5. Pierwszym jego dyrektorem został Edward Szenfeld. Stację pomp rzecznych rozbudowano w pierwszej dekadzie XX w. o zatoki nadbrzeżne zmniejszające problem zamulania pomp, a w latach 1924–1928 o Osadnik Czerniakowski, gdzie woda rzeczna podlega wstępnemu samooczyszczeniu. Kilka lat później rozbudowano stację filtrów Lindleya. Sieć uległa częściowemu zniszczeniu w czasie oblężenia Warszawy, ale przedsiębiorstwo funkcjonowało w warunkach okupacji. Poważne zniszczenie nastąpiło pod koniec powstania warszawskiego.
22 stycznia 1951 roku przedsiębiorstwo Wodociągi i Kanalizacja przekształcono w Miejskie Przedsiębiorstwo Wodociągów i Kanalizacji w m.st. Warszawie. Miało wówczas formę przedsiębiorstwa państwowego. W 1964 roku uruchomiono ujęcie infiltracyjne pod dnem Wisły nazywane „Grubą Kaśką” i związany z nim Wodociąg Praski. Kilka lat później dwa ujęcia uzupełniające. W 1986 roku uruchomiono Zakład Wodociągu Północnego w Wieliszewie pozyskujący wodę z Jeziora Zegrzyńskiego. W 1991 roku uruchomiono pierwszą warszawską oczyszczalnię ścieków – Czajkę, która początkowo odbierała ścieki tylko z prawobrzeżnej części miasta. Do początku XXI wieku w strukturze przedsiębiorstwa działał Zakład Wodomierzy mający od 1935 roku siedzibę przy ul. Niemcewicza 4/6 oraz Zakład Pompowni Kanalizacyjnych, a zakłady sieci – zamiast obecnego podziału funkcjonalnego na sieć wodociągową i kanalizacyjną – były podzielone geograficznie: Warszawa-Wschód z siedzibą przy ul. Jagiellońskiej i Warszawa-Zachód z siedzibą przy ul. Czerniakowskiej 106/114. 1 stycznia 2003 roku przedsiębiorstwo komunalne zostało przekształcone w jednoosobową spółkę akcyjną z miastem Warszawa jako jedynym akcjonariuszem.

## Infrastruktura i organizacja
W 2023 roku MPWiK podlegała sieć wodociągowa o długości ponad 4 400 km i kanalizacyjna o długości ok. 4 300 km.
W 2023 roku przedsiębiorstwo dzieliło się na następujące zakłady:
- pion wodociągów:
  - Zakład Centralny (ul. Koszykowa 81 w Warszawie)
    - Stacja Uzdatniania Wody „Filtry”
    - Stacja Uzdatniania Wody „Praga”
    - stacje uzdatniania wody „Radość”, „Falenica”, „Powsin”, „Stara Miłosna”, „Wola Grzybowska”, hydrofornie w Wesołej.

  - Zakład Północny (ul. 600-lecia 20 w Wieliszewie)
  - Zakład Sieci Wodociągowej (ul. Mikkego 4 w Warszawie)
- pion kanalizacji:
  - Zakład „Czajka” (ul. Czajki 4/6 w Warszawie) – oczyszczalnia ścieków działająca od 1991 roku, zmodernizowana w latach 2009–2012
  - Zakład „Południe” (ul. Syta 190/192 w Warszawie) – oczyszczalnia ścieków działająca od 2006 roku
  - Zakład „Dębe” (ul. 600-lecia 20 w Wieliszewie) – oczyszczalnia ścieków działająca od 1989 roku, zmodernizowana w latach 1998–2002
  - Zakład „Pruszków” (ul. Domaniewska 23 w Pruszkowie) – oczyszczalnia ścieków działająca od 1969 roku, zmodernizowana w latach 2013–2015, zakład włączony do warszawskiego MPWiK w 1975 roku
  - Zakład Sieci Kanalizacyjnej (ul. Jagiellońska 65/67 w Warszawie)
- pion laboratoriów:
  - Laboratorium „Filtry”
  - Laboratorium „Wieliszew”
  - Laboratorium „Południe”
  - Laboratorium „Czajka”
  - Laboratorium „Pruszków”
- Zakład Sprzętu i Transportu (ul. Mikkego 4 w Warszawie)[5].